# Burang (arrondissement)
Burang Dzong, Chinees: Burang Xian is een arrondissement in de prefectuur Ngari in de Tibetaanse Autonome Regio van China. Het ligt aan de grens met Nepal en India. De gelijknamige plaats is de hoofdplaats.

## Geografie en klimaat
Het arrondissement heeft een oppervlakte van 13.179 km². De gemiddelde hoogte is 4500 meter. De gemiddelde jaarlijkse temperatuur is -3,5 °C en jaarlijks valt er gemiddeld 100 mm neerslag. In de winter is het gebied door sneeuwval grotendeels geïsoleerd.
Een belangrijk deel van het arrondissement bestaat uit valleien van rivieren, bergen en meren zoals de heilige berg Kailash en het meer Manasarovar. Burang is verbonden met India via de bergpas Shipki La.
In het wild komen dieren voor als ezels, jaks, gele geiten, antilopen, steenbokken, lynxen, vossen, luipaarden en marmotten.

## Geschiedenis
In het arrondissement ligt het fort Tegla Kar dat werd gebouwd tijdens de dynastie Zhangzhung begin 7e eeuw en die werd veroverd door de koning van Tibet Songtsen Gampo uit de Yarlung-dynastie. Dit fort werd in de 10e eeuw een belangrijk fort in het Koninkrijk Burang in onder koning Khore (Kori) uit het koninkrijk Guge.
De koninkrijken van Burang en Guge werden opgedeeld aan het eind van de 11e eeuw, toen koning Logtsha Tsensong een onafhankelijk koninkrijk stichtte. Rond 1330 nam de dertiende Sönam De het Malla-koninkrijk (ook wel Yatse, maar niet Malla-dynastie in Nepal) over.
De dynastie van de koningen van Buran stierf kort voor 1376 uit. Het gebied werd achtereenvolgens beheerst door afwisselend koningen van Guge en Mustang.

## Religie
In het arrondissement liggen de Tibetaanse kloosters en Khorzhag uit het jaar 996 en Simbiling.

## Economie
Van belang voor de landbouw en veeteelt in Burang is de verbouw van gerst en de zoutwinning uit de zoutmeren in het noorden van Burang door zoutnomaden.
Tot medio 20e eeuw werden deze goederen werden verruild voor rijst en een reeks andere luxegoederen uit Nepal. De lokale bevolking die bekendstond als Burangbas brachten de goederen over de berghellingen naar Nepal via karavanen met schapen en geiten in de zomer en de herfst. Op de ruggen van de schapen en geiten werden dubbele pakketten gebonden van elk 30 kg gerst of zout en in een reis van drie weken naar de lage gebiedsdelen van Nepal gebracht.

## Bestuurlijke verdeling en etnische groepen
Het arrondissement Burang werd gevormd in 1960. In 1999 telde het 7.653 inwoners. In 2000 werden 7.919 geteld, verdeeld over de volgende gemeentes:
- Grote gemeente Burang (普兰镇), 5.026 inwoners
- Gemeente Baga (巴嘎乡), 1.208 inwoners
- Gemeente Hor (霍尔乡), 1.685 inwoners

Tijdens de volkstelling van 2000 werden in Burang 7.919 inwoners geteld uit de volgende etnische groepen:
| Etnische groep | inwoners | aandeel |
| -------------- | -------- | ------- |
| Tibetanen      | 7.654    | 96,65%  |
| Han            | 253      | 3,19%   |
| Oeigoeren      | 7        | 0,09%   |
| Overig         | 5        | 0,06%   |